# Svibovec Podravski
Svibovec Podravski – wieś w Chorwacji, w żupanii varażdińskiej, w gminie Sračinec. W 2011 roku liczyła 945 mieszkańców.